# Thé à Maurice
Le thé joue un rôle important dans la culture de la république de Maurice.

## Histoire
L'île Maurice est un producteur de thé, au départ à petite échelle lorsque les Français ont introduit la plante vers 1765, puis plus tard sous la domination britannique où l'échelle de culture du thé augmente.

## Consommation
Les Mauriciens consomment généralement du thé noir, souvent avec du lait et du sucre. 

## Production
Trois producteurs de thé de dominent le marché local :  Bois Chéri, Chartreuse, Corson et Kuan Fu Tea. Le thé le plus consommé sur l'île est le thé noir nature, suivi du thé à la vanille.

## Postérité
La Route du Thé est un parcours touristique traçant la production de thé sur l'île.
Mariage Frères produit un thé vanillé appelé Bois Chéri.